# Maja (rod)

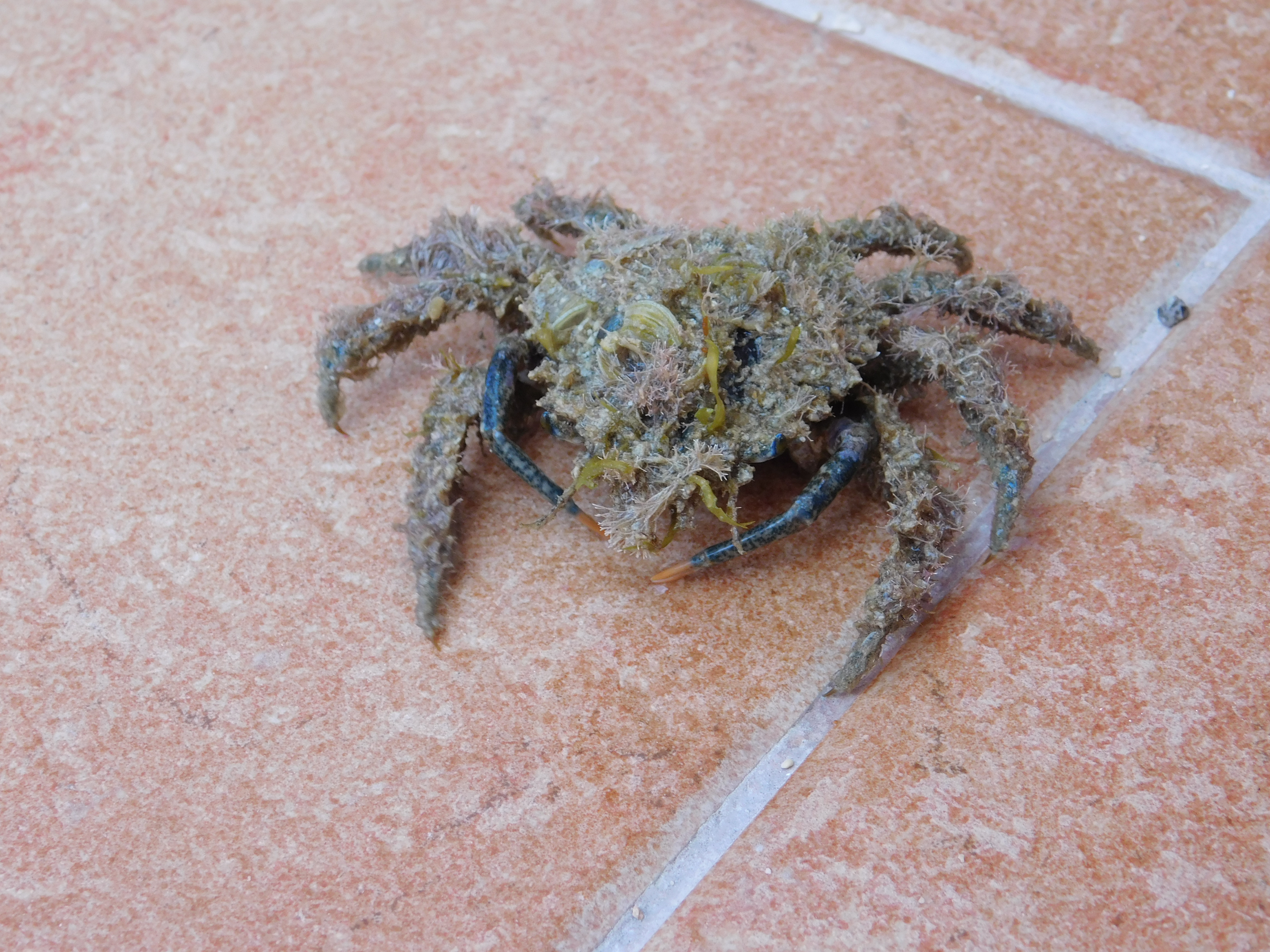
Maja crispata

Maja je druh krabů z čeledi majidae z řádu desetinožců. Je pro něho charakteristické maskování schránky pomocí mořských řas a rostlin. Žije převážně v mělkých vodách a je asi 7–10 cm velký. Má čtyři páry dlouhých hubených nohou a dvě velká, úzká klepeta. Nejznámějšími druhy jsou maja capendis, maja crispata a maja squinado.

## Druhy
Je známo celkem 19 druhů rodu Maja, dalších 12 je známo jako fosilie.
- Maja africana
- Maja bisarmata
- Maja capendis
- Maja compressipes
- Maja confragosa
- Maja crispata
- Maja erinacea
- Maja gibba
- Maja goltziana
- Maja gracilipes
- Maja japonica
- Maja kominatoensis
- Maja linapacanensis
- Maja miersii
- Maja sakaii
- Maja spinigera
- Maja squinado
- Maja suluensis
- Maja tuberculata